# Tupptjärnen, Värmland
Tupptjärnen är en sjö i Torsby kommun i Värmland och ingår i Göta älvs huvudavrinningsområde. Tupptjärnen ligger i Åskakskölen Natura 2000-område.